# Preslikava
Preslikáva množice A v množico B je v matematiki predpis, ki vsakemu elementu množice A priredi ustrezni element množice B. 
Elemente, ki jih želimo preslikati, imenujemo podatki, praslike ali originali. Iz njih sestavljeno množico imenujemo originalna množica, definicijsko območje preslikave ali domena. 
Elemente, ki so praslikam prirejeni, imenujemo rezultati ali slike. Iz njih sestavljeno množico imenujemo zaloga vrednosti, zaklad vrednosti ali kodomena. 
Izraz preslikava se po navadi uporablja kot nadpomenka. Podoben pomen kot preslikava imajo tudi izrazi funkcija, operacija in operator, le da se te besede po navadi uporablja v ožjem smislu:
- Funkcija v ožjem smislu običajno pomeni preslikavo, ki realnemu številu priredi realno število. Besedo funkcija se včasih uporablja tudi za preslikavo, ki kompleksnemu številu priredi kompleksno število.
- Funkcija dveh spremenljivk je preslikava, ki paru realnih števil priredi realno število. Podobno je funkcija n spremenljivk preslikava, ki n-terici realnih števil priredi realno število. (Namesto realnih včasih vzamemo tudi kompleksna števila).
- Izraz operacija uporabljamo za nekatere posebej izbrane osnovne preslikave. Najbolj znane so enočlene in dvočlene operacije, npr.: seštevanje, odštevanje, množenje, deljenje.
- Izraz operator uporabljamo zlasti za preslikave matematičnih objektov, ki niso števila (vektorjev, funkcij, ipd.).

## Značilnosti preslikave
Preslikava {\displaystyle f:{A\to B}} je:
- surjektivna, če ustreza vsakemu elementu iz B vsaj en element iz A,
- injektivna, če ustreza vsakemu elementu iz B največ en element iz A in
- bijektivna, če ustreza vsakemu elementu iz B natančno en element iz A.

Vsaka preslikava je enolična - poljubnemu elementu x pripada točno samo ena slika. 
Preslikavam so podobne relacije. Pri relaciji lahko (za razliko od preslikave) elementu x pripada več različnih drugih elementov. 